# Exodus (Tüür)
Exodus is een compositie van Erkki-Sven Tüür. Exodus verwijst daarbij deels naar de uittocht in het Bijbelboek Exodus. Een andere verklaring voor de titel (aldus Tüür) is de wens/wil van de mens om de zwaartekracht te kunnen ontvluchten. De componist bood nog een alternatief in de wens/wil het spirituele los te zien van het lichamelijke. Een vierde visie kan zijn dat de componist zich voor dit werk terugtrok in zijn zomerhuis op eiland Hiiumaa, alwaar hij het werk 28 juli 1999 afrondde. Het werk is geschreven in de eigen stijl van de componist horen, een mengeling van moderne hedendaagse muziekstijlen.
Het City of Birmingham Symphony Orchestra gaf via de John Feeney Charitable Trust de opdracht tot dit werk en gaf zelf de eerste uitvoering van dit werk. Paavo Järvi leidde het orkest tijdens dat concert op 26 oktober 2000.
Het werk is geschreven voor groot symfonieorkest:
- 3 dwarsfluiten, 3 hobo’s, 4 klarinetten, 3 fagotten
- 6 hoorns, 3 trompetten, 3 trombones, 1 tuba
- pauken, percussie, piano
- violen, altviolen, celli, contrabassen